# Cupa ATP
Cupa ATP a fost un turneu de tenis internațional pentru echipele naționale de tenis masculine, care s-a desfășurat în perioada 2020-2022. Competiția a avut loc pe terenuri cu suprafață dură în aer liber. Evenimentul a reluat competiția pe echipe ATP după cea care avusese loc la Düsseldorf în perioada 1978-2012.

## Istoric
La 2 iulie 2018, la șase luni după începerea schimbărilor revoluționare în conceptul Cupei Davis, președintele ATP, Chris Kermode, a anunțat că organizația de management a tenisului masculin pe care o conduce plănuiește o nouă competiție pe echipe. Turneul care la momentul anunțului avea denumirea de World Team Cup era similar cu precedenta World Team Cup care a avut loc la Düsseldorf din 1978 până în 2012.
Patru luni mai târziu, la 15 noiembrie, ATP a anunțat că turneul a fost redenumit Cupa ATP cu douăzeci și patru de echipe împărțite în șase grupe care joacă în trei orașe australiene, în pregătirea pentru Australian Open. La începutul anului 2019, au fost anunțate cele trei orașe gazdă: Sydney, Brisbane și Perth. Includerea evenimentului a forțat eliminarea Cupei Hopman.
În 2021, turneul a fost amânat cu câteva săptămâni și mutat în Melbourne Park din cauza restricțiilor privind călătoriile interne în Australia, ca urmare a pandemiei de COVID-19, și au redus numărul de echipe la douăsprezece.
La 7 august 2022, Tennis Australia a anunțat că ATP Cup nu va mai avea loc, urmând să fie înlocuită din 2023 cu o competiție pe echipe mixte, United Cup.

## Criterii de calificare
Echipele care participă la Cupă sunt determinate de poziția ocupată în clasamentul mondial de cel mai bun jucător al fiecărei țări. În săptămâna de după US Open, sunt anunțate 18 echipe, bazate pe clasamentul celor mai buni jucători la simplu. Pentru ca o țară să se califice, trebuie să aibă cel puțin trei jucători cu clasament ATP și doi dintre ei cu clasament la simplu. 
Următoarele șase echipe sunt anunțate în săptămâna finalei ATP. Dacă gazda nu se califică la primul termen limită din septembrie, i se va acorda un wild card, lăsând doar cinci locuri pentru termenul limită din noiembrie.

## Format
La turneu participă 24 de selecții naționale împărțite în șase grupe cu câte patru membri. Șase câștigătoare de grupă și cele mai bune două echipe de pe locurile doi avansează în sferturile de finală. Din această fază a competiției, ultimele trei runde sunt jucate în sistem eliminatoriu direct.
Echipa condusă de căpitan poate include până la cinci jucători, cărora li se acordă puncte în clasamentul ATP. Echipele se confruntă în două meciuri de simplu și unul dublu.

## Orașe gazdă
| Perth              | Sydney             | Brisbane          |
| ------------------ | ------------------ | ----------------- |
| RAC Arena          | Ken Rosewall Arena | Pat Rafter Arena  |
| Capacitate: 15.500 | Capacitate: 10.500 | Capacitate: 5.500 |
|                    |                    |                   |

## Finale
| An   | Campion | Finalist | Scor |
| ---- | ------- | -------- | ---- |
| 2020 | Serbia  | Spania   | 2–1  |
| 2021 | Rusia   | Italia   | 2–0  |
| 2022 | Canada  | Spania   | 2–0  |